# Lutzomyia ponsi
Lutzomyia ponsi är en tvåvingeart som beskrevs av Perruolo G. 1984. Lutzomyia ponsi ingår i släktet Lutzomyia och familjen fjärilsmyggor.
Artens utbredningsområde är Venezuela. Inga underarter finns listade i Catalogue of Life.